# Robert Walker (peintre)
Pour les articles homonymes, voir Robert Walker et Walker.
Robert Walker (1599-1658) est un peintre anglais. Il a notamment peint 57 tableaux, aujourd'hui conservés dans la National Portrait Gallery.

## Biographie
Robert Walker est un peintre connu pour faire des portraits d'hommes politiques anglais. Son style est inspiré d'Antoine van Dyck. Ses portraits se distinguent par leur austérité et leur fidélité à la réalité.

## Œuvres
Peintures à la National Portrait Gallery
Plusieurs de ses peintures sont conservées à la National Portrait Gallery. Au moins une demi-douzaine d'entre eux ont été faits par Robert Walker lui-même — le reste a été fait par d'autres d'après son style. Les peintures notées « par » ou « par après », sans autre attribution sont d'Adrian Scrope, John Evelyn, Oliver Cromwell, deux anonymes, et lui-même.
Peinture de la collection du National Maritime Museum
Son portrait intitulé Richard Deane, 1610-53, le général à la mer est dans la collection de la National Maritime Museum.
Peintures de la collection du Musée Cromwell
Deux de ses portraits de Cromwell sont dans la collection du musée Cromwell (en). Le musée a également un accusé de réception signé par Robert Walker pour peindre le portrait de Cromwell.